# Cerna, Dobrici
Cerna (în bulgară Черна, în română Enigea) este un sat în comuna Dobricika, regiunea Dobrici, Dobrogea de Sud, Bulgaria. 
Între anii 1913-1940 a făcut parte din plasa Ezibei a județului Caliacra, România.

## Demografie
Componența etnică a satului Cerna
     Bulgari (23,12%)
     Romi (68,42%)
     Turci (7,51%)
     Nicio identificare (0,93%)
La recensământul din 2011, populația satului Cerna era de 532 locuitori. Din punct de vedere etnic, majoritatea locuitorilor (68,42%) erau romi, existând și minorități de bulgari (23,12%) și turci (7,51%). Pentru 0,93% din locuitori nu este cunoscută apartenența etnică.